# Kazimierz Mańkowski
Kazimierz Mańkowski herbu Zaremba (ur. 23 marca 1908 w Kazimierzu Biskupim, zm. 26 października 1988 w Warszawie) – polski szlachcic, ziemianin, inżynier rolnik, ostatni dziedzic majątku Brodnica, żołnierz Armii Krajowej, dyrektor do spraw administracyjnych w Instytucie Botaniki PAN w Krakowie, dyrektor Domu Zjazdów i Konferencji PAN w Jabłonnie, kierownik „Domu Pracy Twórczej Adwokatów” w Grzegorzewicach.

## Życiorys
Pierwsze nauki pobierał w rodzinnym pałacu w Kazimierzu Biskupim. Następnie przez dwa lata uczęszczał, wraz z braćmi – Wojciechem i Antonim – do Gimnazjum Marcinkowskiego w Poznaniu (obecnie Liceum im. Karola Marcinkowskiego w Poznaniu). Jeszcze dwukrotnie zmieniał placówkę oświatową, ucząc się w Warszawie w Gimnazjum im. św. Stanisława Kostki oraz w Gimnazjum im. Zamoyskiego (obecnie Liceum im. Jana Zamoyskiego w Warszawie). 
Po przebytej chorobie płuc i kuracji podjął naukę w Wyższej Szkole Rolniczej w Cieszynie.
Był właścicielem majątku w Brodnicy, z którego został wysiedlony przez Niemców podczas II Wojny Światowej.
W latach 1940–1944 przebywał w kilku miejscach, m.in. w Wilanowie i Zarszynie. Był zaangażowany w działalność konspiracyjną (służył w szeregach Armii Krajowej).
Od 1945 roku pracował m.in. w Instytucie Botaniki PAN w Krakowie na stanowisku dyrektora do spraw administracyjnych. W latach 1967–1977 pełnił funkcję dyrektora Domu Zjazdów i Konferencji PAN w Jabłonnie. Następnie do 1982 roku kierował „Domem Pracy Twórczej Adwokatów” w Grzegorzewicach.

### Życie prywatne
Ojcem Kazimierza Mańkowskiego był polityk i senator II RP, Stanisław Mańkowski herbu Zaremba, a matką Wanda Plater-Zyberk. Ze związku swoich rodziców miał ośmioro rodzeństwa: Marię, Wojciecha, Antoniego, Wacława, Jadwigę, Barbarę, Zygmunta oraz Pawła.
Pierwszy związek małżeński zawarł 4 lutego 1936 roku w Krakowie z Zofią Marią Potocką herbu Pilawa II, hrabiną ze Złotego Potoka, z którą miał syna Jerzego. Drugi raz ożenił się 29 grudnia 1950 roku z Romaną Józefą Janiną Korwin-Szymanowską herbu Ślepowron. Z tego związku urodził się syn Michał.
Kazimierz Mańkowski zmarł 26 października 1988 w Warszawie. Jego grób znajduje się na Cmentarzu Powązkowskim (kwatera 112, rząd 5, miejsce 3,4).

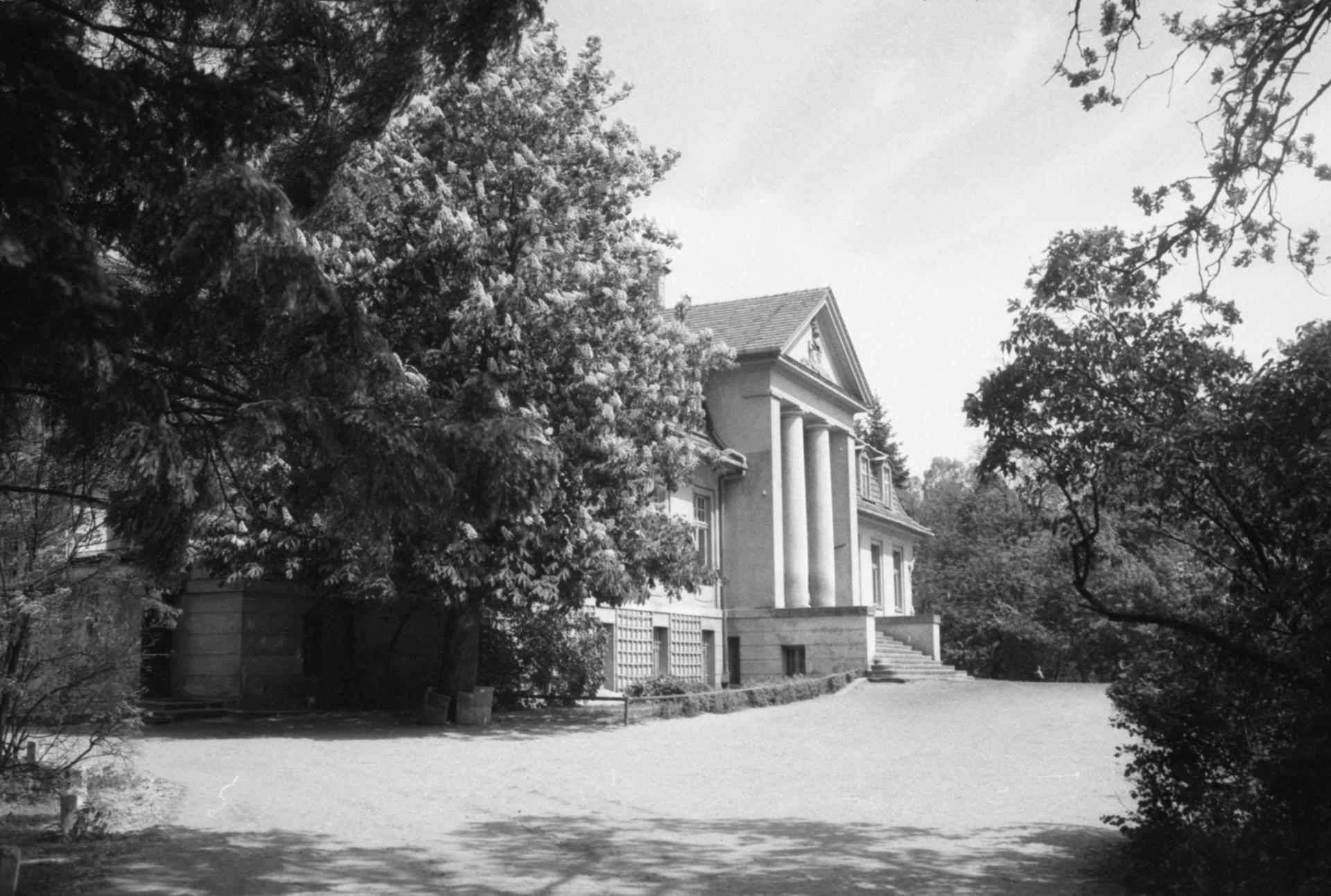
Pałac Mańkowskich w Kazimierzu Biskupim
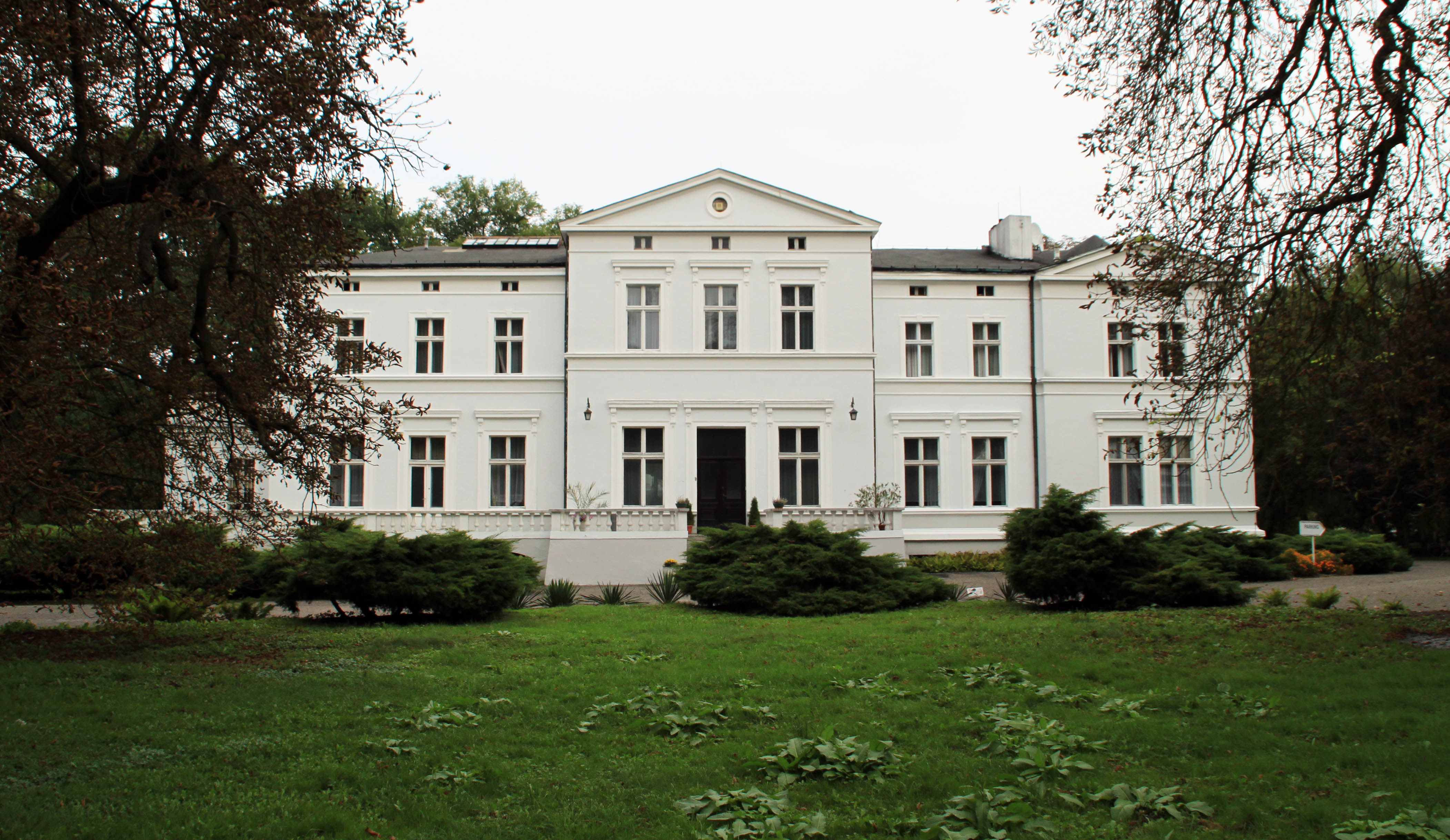
Pałac Mańkowskich w Brodnicy

## Odznaczenia
Kazimierz Mańkowski był odznaczony Złotym Krzyżem Zasługi oraz Krzyżem Kawalerskim Orderu Odrodzenia Polski.